# Pararcus
Pararcus es un reptil marino extinto, del género de saurópsidos placodontes que vivieron a principios del Triásico medio (Anisiense inferior). Habitaba en las aguas cálidas de lo que es hoy Holanda, Europa. Sus restos fósiles han aparecido en la formación Vossenveld, en Winterswijk; el holotipo, TWE 480000454, es un esqueleto incompleto desarticulado, de unos 1,35 metros.